# Kosmas z Pragi
Kosmas z Pragi (ur. ok. 1045, zm. 21 października 1125) – kanonik praski, uważany za pierwszego czeskiego kronikarza, autor spisanej po łacinie kroniki Kroniki Czechów (łac. Chronica Boëmorum) opisującej dzieje Czech od czasów legendarnych aż do roku 1125. 
Kosmas pochodził z zamożnego rodu czeskiego. W młodości dużo podróżował (Włochy, Węgry, Niemcy) i zdobył gruntowne wykształcenie. Studiował w szkole katedralnej w Liège między 1075 a 1081. W roku 1099 został kanonikiem, a następnie dziekanem kapituły praskiej. Jego żoną była Bożeciecha(zm. 23 stycznia 1117 r.). Miał syna Henryka, który przez część historyków jest identyfikowany z biskupem ołomunieckim Henrykiem Zdikiem.
Kosmas do spisywania dzieła swego życia zabrał się po roku 1110 i uzupełniał Kronikę aż do swej śmierci w roku 1125.